# Cartel (duel)
Pour les articles homonymes, voir cartel.

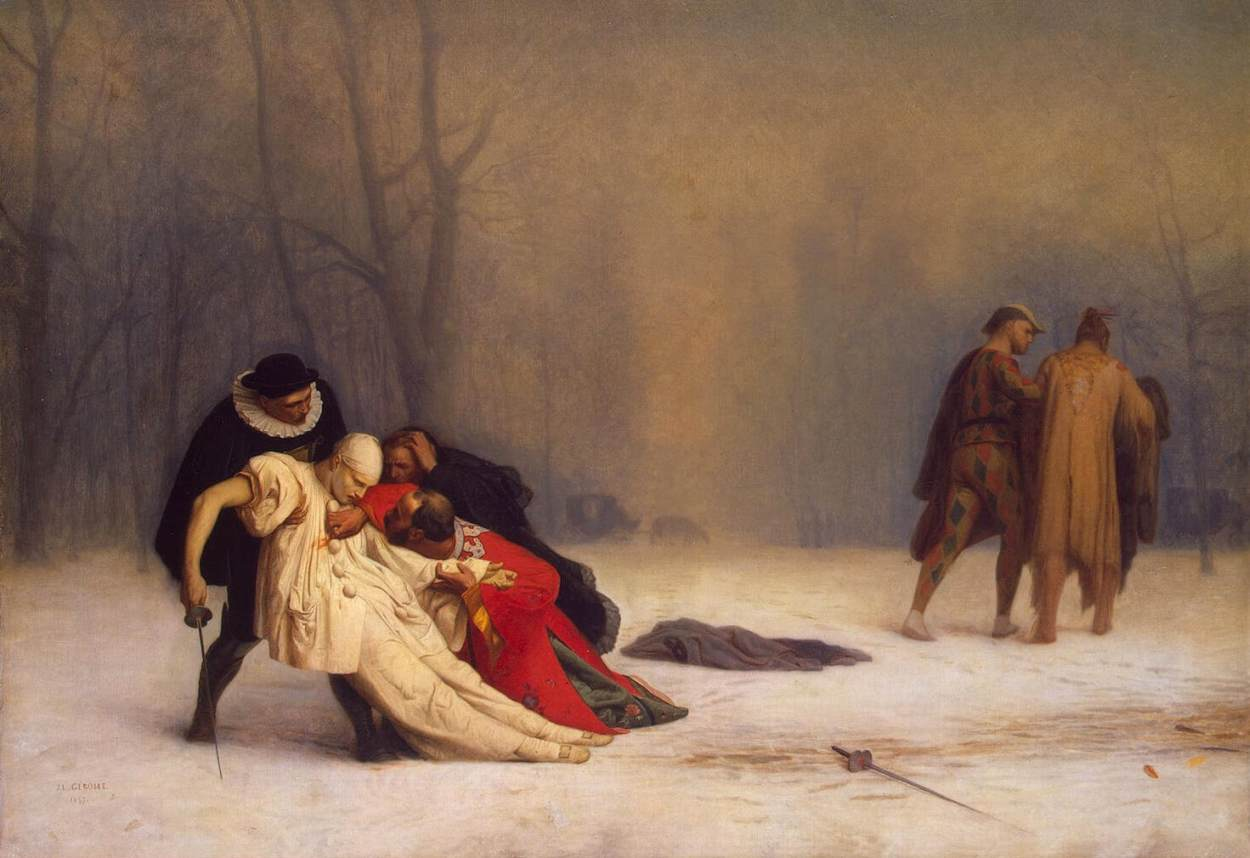
Jean-Léon Gérôme, Suites d'un bal masqué, 1857

Un cartel, au sens de lettre de défi, est un document qu'un individu adresse à un autre individu pour régler un différend par lequel le signataire met en demeure le destinataire de choisir entre des conditions amiables et une vengeance par un duel.

## Contenu
Dans les questions d'honneur, cas le plus fréquent, la lettre expose les raisons pour lesquelles son auteur s'estime offensé. Elle précise éventuellement les conditions à remplir pour que l'offense soit levée. Elle se conclut par une demande de choix entre
- soit une formulation des excuses, une rétractation, une reconnaissance des torts qui pourra être publiée ;
- soit une réparation par les armes.

## Historique
Au Moyen Âge, le cartel que s'adressent les chevaliers désigne une déclaration solennelle ou un document écrit, remis notamment par un héraut, le porteur de cartel, lors d'un tournoi. L'acte marque la défiance de ces chevaliers entre eux, sans que leur lien féodal soit brisé. Le défi peut aboutir au duel.
Le cartel le plus célèbre est celui qu'Édouard d'Angleterre, roi d'Angleterre, envoie en août 1340, en pleine guerre de Cent Ans, à Philippe de Valois, roi de France. Celui-ci ne juge pas raisonnable de confondre un duel privé (par lequel la couronne d'Angleterre serait également mise en jeu) et un conflit juridique concernant la succession au seul trône de France (dont la résolution repose sur l'assentiment national). La guerre continue donc.
D'autres cartels sont adressés entre souverains ou ministres, sans suite :
- Christian IV de Danemark à Charles IX de Suède ;
- François Ier à Charles Quint[2] ;
- l'électeur palatin à Turenne[3], qui avait incendié deux villes et une vingtaine de villages du Palatinat (Louis XIV interdit le duel à Turenne) ;
- Gustave IV de Suède à Napoléon[4].

Aux Temps Modernes, le cartel désigne une formalité mondaine. Le cartel est une simple lettre. Celle-ci est portée par une des personnes qui joueraient, dans le cas de refus d'un arrangement, le rôle de témoins de l'offensé. Une telle lettre équivaut à une reconnaissance de celui auquel elle est adressée comme un égal ou un supérieur ; à une reconnaissance également de l'importance que son auteur attache aux paroles et actes de cet adversaire. C'est cette reconnaissance qui oblige le destinataire.